# Достичь небес
«Достичь небес» (иногда — «Устремлённый в небо», англ. Reach for the Sky) — фильм, военная драма режиссёра Льюиса Гилберта, экранизация биографии лётчика Королевских военно-воздушных сил Великобритании Дугласа Бадера.

## Сюжет
В соответствии со вступительными титрами фильм представляет собой биографию Дугласа Бадера, в которой изменены имена ряда действующих лиц, а также хронология некоторых событий.
Восемнадцатилетний Дуглас поступил в лётную школу Королевских ВВС Великобритании, где за годы учёбы зарекомендовал себя как спортсмен, хороший пилот, но человек, который совершенно не признаёт дисциплины. Через два года после начала полётов во время одной из тренировок он нарушает строгие инструкции, его самолёт терпит крушение. Дуглас остаётся в живых, хотя врачам приходится ампутировать ему обе ноги. День за днём Бадер учится жить на протезах. В 1939 году ему удаётся повторно сдать экзамены и восстановиться в армии. Начало войны он встречает в должности командира эскадрильи, которая под его руководством одерживает несколько серьёзных воздушных побед. В одном из боёв самолёт Бадера сбивают, сам он попадает в плен, откуда совершает три безуспешных попытки побега. Весной 1945 года войска союзников его освобождают. По другим сведениям, изложенным в автобиографии, Бадер вышел из неохраняемого лагеря и пошел на восток, где сдался советским солдатам. Бадер отмечает, что среди встреченных им солдат и офицеров не было ни одного трезвого.

## В ролях
- Кеннет Мор — Дуглас Бадер
- Мюриэл Павлов — Тэлма Эдвардс (позже — миссис Бадер, жена Дугласа)
- Линдон Брук — Джони Сандерсон
- Ли Паттерсонн — Стэн Тёрнер, капитан ВВС
- Александер Нокс — Леонард Джойс, хирург в госпитале
- Дороти Элисон — Брейс, медсестра
- Хауард Мэрион-Кроуфорд — Альфред Вудхолл (Вуди), капитан ВВС
- Роналд Адам — Траффорд Ли-Мэллори, маршал авиации

В титрах не указаны
- Антон Диффринг — штабсфельдфебель
- Клайв Ревилл — лётчик, помогающий Дугласу Бадеру с его ножными протезами (впервые на широком экране)
- Джордж Роуз — Эдвардс, командир эскадрильи

## Награды
- 1957 год — Премия BAFTA за Лучший британский фильм, кроме того, номинации на премии в категориях Лучший британский актёр, Лучшая британская актриса, Лучший сценарий.

## Критика
В комментариях к новому изданию фильма на цифровых носителях критики в первую очередь обращают внимание на высокое качество и динамику сцен воздушных боёв. При этом Кеннет Мор в созданном им художественном образе всегда остаётся центром этих эпизодов: «он настолько привлекателен, что его обаянию сложно сопротивляться». В качестве негатива упоминается некоторая затянутость картины, излишнее внимание теме военного мужского братства (в ущерб развитию других личностных взаимоотношений), иногда чрезмерный пафос музыкального сопровождения.